# Osnat Shurer
Osnat Shurer (1970/1971) è una produttrice cinematografica statunitense con cittadinanza israeliana.
Ha lavorato per la Pixar in qualità di supervisionatrice dei cortometraggi, mentre ora fa la consulente nello sviluppo di film originali sia animati che live-action, lavorando in particolare con la maggiore compagnia associata alla Pixar, la Walt Disney Animation Studios.

## Filmografia

### Cinema
- Il figlio di Babbo Natale (Arthur Christmas), regia di Sarah Smith (2011)
- Ralph Spaccatutto (Wreck-It Ralph), regia di Rich Moore (2012)
- Frozen - Il regno di ghiaccio (Frozen), regia di Chris Buck e Jennifer Lee (2013)
- Big Hero 6, regia di Don Hall e Chris Williams (2014)
- Zootropolis (Zootopia), regia di Byron Howard e Rich Moore (2016)
- Oceania (Moana), regia di Ron Clements e John Musker (2016)
- Raya e l'ultimo drago (Raya and the Last Dragon), regia di Don Hall, Carlos López Estrada, Paul Briggs, John Ripa (2021)

### Cortometraggi
- Esplorando la barriera corallina (Exploring the Reef), regia di Roger L. Gould (2003)
- L'agnello rimbalzello (Boundin’), regia di Bud Luckey (2003)
- Vowellet - An Essay by Sarah Vowell, regia di Rick Butler e Osnat Shurer (2005)
- Making of "The Incredibles", regia di Rick Butler (2005)
- Le avventure di Mr. Incredibile (Mr. Incredible and Pals), regia di Roger L. Gould (2005)
- L'attacco di Jack-Jack (Jack-Jack Attack), regia di Brad Bird (2005)
- One Man Band, regia di Andrew Jimenez e Mark Andrews (2005)
- Stu - Anche un alieno può sbagliare (Lifted), regia di Gary Rydstrom (2006)
- Il tuo amico topo (Your Friend the Rat), regia di Jim Capobianco (2007)
- A pesca (Gone Fishing), regia di Ron Clements e John Musker (2017)